# 4e régiment de dragons (Autriche-Hongrie)
Pour les articles homonymes, voir 4e régiment.
Pour le régiment de dragons autrichiens portant le numéro 4 avant 1867, voir 4e régiment de dragons (Autriche).
Le 4e régiment de dragons, connu à partir de 1888 comme 4e régiment de dragons « empereur Ferdinand », est une unité de l'Armée commune austro-hongroise. Cette unité a été créée en 1672 comme régiment de cuirassiers et est dissoute en 1918.

## Création et différentes dénominations
- 1672 : formation du régiment de cuirassiers « Harrant »[1]
- 1798 : devient 12e régiment de cuirassiers (Kürassier-Regiment Nr 12)[1]
- 1802 : devient 4e régiment de cuirassiers (Kürassier-Regiment Nr 3)[1]
- 1867 : devient 4e régiment de dragons (Dragoner-Regiment Nr 3)[1]
- 1918 : dissous

Jusqu'en 1915, le régiment est désigné par son numéro suivi du nom du colonel.

## Uniforme
Le régiment porte, au milieu du XVIIIe siècle un uniforme blanc avec la couleur distinctive rouge foncé (présente également sur le gilet et les hauts-de-chausses), des bandoulières blanches ou rouges (selon les auteurs) et des boutons blancs. Le 12e (puis 4e) régiment de cuirassiers reçoit en 1798 la couleur distinctive vert gazon avec des boutons blancs,. Devenu 4e régiment de dragons de l'Armée commune (KuK) en 1867, il conserve ces couleurs.